# São Vicente do Paul e Vale de Figueira
São Vicente do Paul e Vale de Figueira est une paroisse civile portugaise (en portugais : freguesia) de la municipalité de Santarém dans le district de Santarém.
La paroisse est créée par la loi no 11-A/2013 du 28 janvier 2013 portant réorganisation administrative du territoire des freguesias, en fusionnant les paroisses de São Vicente do Paul et Vale de Figueira. Son nom officiel est União das Freguesias de São Vicente do Paul e Vale de Figueira et son siège est fixé à São Vicente do Paul.
Lors du recensement de 2021, São Vicente do Paul e Vale de Figueira compte 2 625 habitants.